# Волкова Олександра Миколаївна
Олександра Миколаївна Волкова (рос. Александра Николаевна Волкова; нар. 25 вересня 1985, Москва, СРСР) — російська акторка театру і кіно.

## Життєпис
Олександра Волкова народилася 25 вересня 1985 року в Москві. Дочка, від другого шлюбу з Вірою Вікторівною Волковою, народного артиста РРФСР Миколи Миколайовича Волкова (мл.). У Олександри є троє старших братів: 
- Микола Волков — закінчив режисерський факультет ВДІКу.
- Дмитро Волков — закінчив Щукінське училище.
- Іван Волков — зведений брат, син Миколи Волкова від першого шлюбу з Ольгою Волковою. Випускник ГІТІСу, він став актором, режисером, композитором, був першим чоловіком Чулпан Хаматової.

У 2002 році Олександра Волкова поступила у Театральний інститут імені Бориса Щукіна (курс Юрія Шликова). Після закінчення театрального інституту у 2006 році була прийнята в трупу театру Ленком.
9 лютого 2012 року Олександра Волкова була нагороджена громадською медаллю «На славу Вітчизни».

## Ролі у театрі
Навчальний театр інституту імені Бориса Щукіна
- «Солом'яний капелюшок»
- «Вестсайдська історія»
- «Дон Гіль Зелені штани»
- «Театральний роман»

Театру Ленком
- «Юнона і Авось» — іспанська дама / Кончита
- «Божевільний день, або Одруження Фігаро» — Фаншетта
- «Блазень Балакірєв» — фрейліна
- «Ва-банк» — дівчина
- «Візит дами» — дочка Ілла
- 2012 «Одруження»(фільм-спектакль) — Дуняшка
- 2013 «Аквітанська левиця»(фільм-спектакль) — Елліс, французька принцеса

## Ролі у кіно
- 2016 — «Валькіни нещастя» — Свєтка, однокурсниця Валі
- 2014 — «Кураж» — Галла, головна роль
- 2011 — «Група щастя» — психолог Аліса Рябцева, головна роль
- 2009 — «Артефакт» — молода продавчиня
- 2008 — «Серцеїдки» — Катя
- 2008 — «Найвродливіша-2» — Ксенія
- 2005—2007 — «Приречена стати зіркою» — Христина
- 2005 — «Невідкладна допомога-2» — Ася
- 2004 — «Повний вперед!» — епізод